# Балџа
Балџа (грч. Μελισσοχώρι, Мелисохори) је насељено место у општини Даутбал у периферији Средишња Македонија, Грчка. Према попису из 2021. године било је 3.406 становника.
Према бугарском географу и историчару, Василу Канчову, у Балџи је 1900. године живело 1.700 Грка, односно хеленизованих Словена. Македонски историчар Тодор Симовски, 1998. године наводи да је Балџа хеленизовано славенско насеље.